# Daan Heymans
Daan Heymans (Retie, 15 giugno 1999) è un calciatore belga, centrocampista del Genk.

## Caratteristiche tecniche
Di ruolo trequartista, è di piede destro e può giocare anche da ala sinistra che poi va a tagliare verso il centro. Dotato di buon controllo palla, è forte in fase realizzativa.

## Carriera

### Club
Cresciuto nel settore giovanile del Westerlo, debutta in prima squadra il 7 agosto 2016 in occasione dell'incontro di Pro League perso 3-0 contro il Lokeren. 
Il 24 maggio 2018 viene acquistato dal Waasland-Beveren.
Il 14 maggio 2021 firma un contratto con il Venezia valido a partire dal 1º luglio seguente. Esordisce con i veneti il 15 agosto in Coppa Italia, nella partita vinta ai rigori col Frosinone, ed il 22 agosto successivo anche in Serie A, nella partita contro il Napoli persa per 2-0. Il 14 dicembre segna il primo gol con i veneti, nella partita del quarto turno di Coppa Italia contro la Ternana, vinta per 3-1.
Il 27 gennaio 2022, dopo avere trovato poco spazio con i veneti, viene ceduto in prestito allo Charleroi. Il 3 luglio successivo viene acquistato a titolo definitivo dal club belga.

### Nazionale
Nel 2017 ha giocato 2 partite con la nazionale belga Under-18.

## Statistiche
Statistiche aggiornate al 14 dicembre 2021.

### Presenze e reti nei club
| Stagione                | Squadra                 | Campionato              | Campionato | Campionato | Coppe nazionali | Coppe nazionali | Coppe nazionali | Coppe continentali | Coppe continentali | Coppe continentali | Altre coppe | Altre coppe | Altre coppe | Totale | Totale | Totale |
| Stagione                | Squadra                 | Comp                    | Pres       | Reti       | Comp            | Pres            | Reti            | Comp               | Pres               | Reti               | Comp        | Pres        | Reti        | Pres   | Reti   |        |
| ----------------------- | ----------------------- | ----------------------- | ---------- | ---------- | --------------- | --------------- | --------------- | ------------------ | ------------------ | ------------------ | ----------- | ----------- | ----------- | ------ | ------ | ------ |
| 2016-2017               | Westerlo                | D1                      | 1          | 0          | CB              | 0               | 0               |                    | -                  | -                  |             | -           | -           | 1      | 0      |        |
| 2017-2018               | Westerlo                | D2                      | 24         | 4          | CB              | 2               | 0               |                    | -                  | -                  |             | -           | -           | 26     | 4      |        |
| Totale Westerlo         | Totale Westerlo         | Totale Westerlo         | 25         | 4          |                 | 2               | 0               |                    | -                  | -                  |             | -           | -           | 27     | 4      |        |
| 2018-gen. 2019          | Waasland-Beveren        | D1                      | 2          | 0          | CB              | 0               | 0               |                    | -                  | -                  |             | -           | -           | 2      | 0      |        |
| gen.-giu. 2019          | Lommel                  | D2                      | 12         | 1          | CB              | 0               | 0               |                    | -                  | -                  |             | -           | -           | 12     | 1      |        |
| 2019-2020               | Waasland-Beveren        | D1                      | 5          | 0          | CB              | 0               | 0               |                    | -                  | -                  |             | -           | -           | 5      | 0      |        |
| 2020-2021               | Waasland-Beveren        | D1                      | 30         | 8          | CI              | 1               | 1               |                    | -                  | -                  |             | -           | -           | 31     | 9      |        |
| Totale Waasland-Beveren | Totale Waasland-Beveren | Totale Waasland-Beveren | 37         | 8          |                 | 1               | 1               |                    | -                  | -                  |             | -           | -           | 38     | 9      |        |
| 2021-2022               | Venezia                 | A                       | 7          | 0          | CI              | 2               | 1               |                    | -                  | -                  |             | -           | -           | 9      | 1      |        |
| Totale carriera         | Totale carriera         | Totale carriera         | 81         | 13         |                 | 5               | 2               |                    | -                  | -                  |             | -           | -           | 86     | 15     |        |